# Saint-Péravy-la-Colombe
Saint-Péravy-la-Colombe là một xã của tỉnh Loiret, thuộc vùng Centre-Val de Loire, miền trung nước Pháp.